# Adelophryne maranguapensis
Adelophryne maranguapensis Hoogmoed, Borges, and Cascon, 1994 è un anfibio della famiglia Eleutherodactylidae, endemico del Ceará (Brasile).

## Distribuzione e habitat
È un endemismo ristretto alla Serra de Maranguape, nel Nord-Est del Brasile.
Il suo habitat è una enclave di foresta pluviale che sorge a 800-900 m di altitudine (localmente nota come "brejos de altitude"), circondata alle quote inferiori dalla foresta secca della caatinga e dalle praterie del cerrado.

## Conservazione
La Lista rossa IUCN classifica Adelophryne maranguapensis come specie in pericolo di estinzione (Endangered).